# Эмперер, Константин
Константин Эмперер (нидерл. Constantijn L’Empereur; июль 1591, Бремен — июнь 1648) — выдающийся голландский ориенталист, гебраист, переводчик, педагог, доктор богословия.

## Биография
Родился в Бремене, куда его родители бежали из Бельгии, спасаясь от религиозных преследований.
Изучал право, богословие и семитические языки в Франекерском университете. Ученик Друзия и Эрпениуса.
В течение восьми лет был профессором богословия и иврита в Хардервейкском университете, в 1627 году стал профессором иврита в Лейдене .
В 1639 году был назначен советником губернатора Голландской Бразилии. 
Умер в июне 1648 года, вскоре после того, как начал преподавать курс богословия в университете Лейдена.
Заботился о распространении знакомства европейских учёных с еврейским языком, а также арабским и сирийским языками среди своих соотечественников, из-за их важности для разрешения многих религиозных вопросов, сам перевёл значительную часть так называемой раввинской литературы на латинский язык. Его переводы отличались такой точностью, что ими пользовались вместо оригиналов.

## Избранные труды
- Commentarius ad codicem Babylonicum, seu Tractatus Thalmudicus de mensuris Templi (Leyden, 1630),
- Versio et Notae ad Paraphrasin Josephi Jachiadae in Danielem (Amsterdam, 1633),
- Itinerarium D. Benjaminis in Hebrew and Latin (Leyden, 8 томов),
- Moysis Kimchi Grammatica Chaldaica (Leyden, 8 томов),
- Confutatio Abarbanelis et Alscheichi in caput liii Isaiae (Layden, 8 томов, 1631),
- Commentarius in Tractatum Thalmudicum, qui dicitur Porta, de legibus Hebraeorum forensibus in Hebrew and Latin (Layden, 1637)
- Commentarius ad Betramum de Republica Hebraeorum (1641, 8 томов).